# Тетерук ІІ
Тетерук II (пол.Cietrzew II, Birkan, Berkhan, Birckhahn, Birckhan, Birkhahn − шляхетський герб прусського та сілезького походження, вживаний кашубськими родами, різновид герба Тетерук.

## Опис герба
Герб виступав, принаймні, у двох варіантах. Описи з використанням принципів блазонування, запропонованих Альфредом Знамієровським:
Тетерук ІІ (Cietrzew II, Birkan, Berkhan, Birckhahn, Birckhan, Birkhahn): у червоному полі чорний тетерук на зеленому пагорбі. Клейнод: тетерук, як на гербі. Намет червоний, може бути підбитий чорним або золотом.
За Бонецьким, тетерук в гербі не стоїть на пагорбі, а в клейноді тримає в правій лапі кулю. У гербі сілезької гілки роду було блакитне поле.
Крім того, у Сілезії використовувалися версії баронського герба, герб якої Біркхан (Birkhan) був зчетвертований з гербом, що містить в золотому полі зелену пальму на такому ж пагорбі. Відмінною особливістю баронського герба були два шоломи з клейнодами: у правому - тетерук вліво, у лівому - пальма. Намет на обох шоломах червоний, підбитий золотом.
Тетерук IIa (Cietrzew IIa, Birkan odmienny, Berkhan, Birckhahn, Birckhan, Birkhahn): у срібному полі чорний тетерук з червоною бородою і гребенем. В клейцноді над щоломом без корони голова тетерука з шиєю. Намет чорний, підбитий сріблом.
Ян Кароль Даховський описав схожий герб (без клейнода), з тетеруком на пагорбі.

## Найбільш ранні згадки
Герб у базовому варіанті згадується в гербовниках Дахновського (Herbarz szlachty Prus Królewskich), Бонецького (Herbarz polskie, з невеликою варіацією), Лещиця (Herby szlachty polskiej), і Пекосінського (Herold polski). Різновиди герба можна побачити в Сєбмахера, де герб бароновський згадується з кінця XVIII століття. Варіант IIa описаний через Дахновського, Сєбмахера і Пекосинського.

## Сім'я Біркханів
Шляхта прусського походження, що проживала в Сілезії у другій половині XVIII століття. Траплялося, у Сілезії кілька сімей з таким прізвищем, що ускладнюють визначення ступеня споріднення. Визначні представники сілезької лінії:
- Борис Альбрехт фон Біркхан, прусський майор, власник Лесьниці і Розваджи у Верхній Сілезії,
- Вільгельм Ернст Готліб, отримав у 1793 року інконат[3] сілезький, в тому ж році був старостою Пщини,
- Карл фон Біркхан зОстромєцька одержав 1786 (1787) року баронський титул і герб, усиновив
- Карла Фрідріха (пом. 1863).

В руках сілезької лінії залишалися маєтку: Конотоп, Пелжин, Мілч і Вроблево.

## Роди
Біркхан (Birkan, Berkhan, Birkhan, Birckhan). Кашубська сім'я Кетржинських (Kętrzyńskich) використовувала теж прізвисько Беркхан (Berghahn), який є перекладом назви їх герба (Тетерук) на німецьку. З цієї причини, герб Тетерук II приписувалася також Кетржинським.